# Дзержинск (платформа)
Дзержи́нск (бел. Дзяржынск) — железнодорожный остановочный пункт Минского отделения Белорусской железной дороги на линии Минск — Барановичи, между станцией Койданово и остановочным пунктом Клыповщина. Располагается в западной части одноимённого города рядом с магистралью М1E 30.

## История
Остановочный пункт был построен и открыт для пассажиров 12 мая 2005 года на перегоне Койданово — Негорелое, для улучшения транспортного сообщения западных окраин города Дзержинск. Ещё задолго до введения остановочного пункта в эксплуатацию, в 1975 году данный участок железнодорожного пути был электрифицирован переменным током (~25 кВ) в составе участка Минск — Столбцы.
На период до 2023 года планируются работы по капитальному ремонту и модернизации, для дальнейшей организации перевозок пассажиров поездами городских линий между городом Минском и Дзержинском.

## Устройство станции
Остановочный пункт состоит из двух пассажирских платформ, длиной по 220 метров каждая. Обе платформы являются прямыми боковыми. Пересечение железнодорожного полотна осуществляется по трём наземным пешеходным переходам, представляющие собой бетонный настил. На платформе, находящийся на стороне пути в направлении Минска, расположена билетная касса и пассажирский павильон. Обе платформы ограждены от остальной местности забором.

## Пассажирское сообщение
На платформах остановочного пункта ежедневно останавливаются восемь пар электропоездов региональных линий экономкласса (пригородных электричек) до станции Барановичи-Полесские и семь пар — до станции Столбцы. Время в пути до Минска составляет — 55 минут, до Столбцов — 45 минут, до Барановичей — в среднем 2 часа 20 минут.
Выходы с платформ ведут к микрорайону «Железнодорожный» и к учебным корпусам и общежитию Минского областного аграрно-технического профессионального лицея. Вблизи от остановочного пункта расположена автобусная остановка, откуда отправляются автобусные маршруты ОАО «Миноблавтотранс» до посёлка Макавчицы, Дягильно, к улицам Чкалова; а также маршрутные такси до садоводческого товарищества «Усса» (через Негорелое и посёлка Энергетиков) и до деревни Тоново (через Старую Рудицу, Боровое и Рубежевичи).